# Young Forever
Young Forever è un brano musicale hip hop interpretato da Jay-Z e Mr Hudson & The Library, estratto come terzo singolo dell'album The Blueprint 3 (solo per l'Europa) nel 2010.
Il brano figura il featuring di Mr Hudson & The Library ed è una rielaborazione di Forever Young, brano degli Alphaville del 1984.

## Video musicale
Il video musicale è stato pubblicato ufficialmente il 22 dicembre 2009 sul canale ufficiale YouTube di Jay-Z. Diretto da Anthony Mandler, il video è realizzato in bianco e nero e mostra vari aspetti della gioventù americana, intervallando alcune scene in cui Jay-Z e Mr Hudson & The Library interpretano il brano.

## Tracce
Promo - CD-Maxi Atlantic - (Warner)
1. Young Forever (feat. Mr Hudson & The Library) – 4:15

## Classifiche
| Classifica (2010)        | Posizione più alta |
| ------------------------ | ------------------ |
| Australia                | 32                 |
| Canada                   | 45                 |
| Paesi Bassi              | 50                 |
| Europa                   | 28                 |
| Irlanda                  | 11                 |
| Italia                   | 5                  |
| Nuova Zelanda            | 32                 |
| Regno Unito              | 10                 |
| Slovacchia               | 31                 |
| Svizzera                 | 44                 |
| Regno Unito (R&B)        | 2                  |
| U.S. Billboard Hot 100   | 41                 |
| U.S. Billboard Rap Songs | 21                 |